# Добежин (Великопольське воєводство)
Добежин (пол. Dobieżyn, нім. Doberfeld) — село в Польщі, у гміні Бук Познанського повіту Великопольського воєводства.
Населення — 1221 особа (2011).
У 1975-1998 роках село належало до Познанського воєводства.

## Демографія
Демографічна структура станом на 31 березня 2011 року:
|          | Загалом | Допрацездатний вік | Працездатний вік | Постпрацездатний вік |
| -------- | ------- | ------------------ | ---------------- | -------------------- |
| Чоловіки | 615     | 143                | 425              | 47                   |
| Жінки    | 606     | 133                | 372              | 101                  |
| Разом    | 1221    | 276                | 797              | 148                  |